# Jack Smith (football, 1895)
Pour les articles homonymes, voir Smith.
Pour les articles homonymes, voir Jack Smith.
John Reid « Jack » Smith,  né le 2 avril 1895 à Glasgow (Écosse) et mort en septembre 1946 à Cardiff (Pays de Galles), est un footballeur écossais.

## Palmarès
- Vainqueur de la Coupe d'Écosse en 1920 avec le Kilmarnock Football Club.
- Vainqueur de la Coupe d'Angleterre en 1923 et en 1926 avec le Bolton Wanderers Football Club.